# Hedbergia abyssinica
Hedbergia abyssinica (Syn.: Bartsia abyssinica Hochst. ex Benth.) ist eine Pflanzenart aus der Gattung Hedbergia innerhalb der Familie der Sommerwurzgewächse (Orobanchaceae). Sie ist ein Halbschmarotzer (Halbparasit).
Der Gattungsname ehrt den schwedischen Botaniker Karl Olov Hedberg (1923–2007).

## Beschreibung

### Vegetative Merkmale
Hedbergia abyssinica ist eine ausdauernde krautige Pflanze, gelegentlich auch verholzende Pflanze. Die aufrechte bis kletternde Sprossachse ist, im unteren Teil verzweigt ist und fein behaart (Trichome).
Die gegenständig angeordneten Laubblätter sind sitzend. Der Blattrand ist gekerbt oder gezähnt. Nach oben hin nimmt die Größe der Blätter ab.

### Generative Merkmale
Die Blüten stehen einzeln in den Achseln an kurzen Blütenstielen und werden nicht von Tragblättern begleitet.
Die zwittrigen Blüten sind schwach zygomorph mit doppelter Blütenhülle. Der Kelch endet in vier geraden Kelchzipfeln. Die Krone ist mit fünf Kronzipfeln nahezu radiärsymmetrisch, der Kronsaum ist leicht zweilappig, aber nicht deutlich in Ober- und Unterlippe geteilt. Die vier Staubblätter stehen in zwei Paaren mit jeweils unterschiedlicher Form. Die Staubbeutel bestehen aus zwei Theken, die gleich groß sind, parallel stehen und in einer Stachelspitze enden. Der einfache und fadenförmige Griffel endet in einer ganzrandigen Narbe.
Die eiförmige Kapselfrüchte enthalten eine Vielzahl Samen. Die weißen Samen sind längs geflügelt.

## Vorkommen
Hedbergia abyssinica ist im tropischen Afrika beheimatet. Sie kommt von Äthiopien über den Sudan, Kenia, Tansania, Uganda, Malawi, Sambia, Kamerun bis Nigeria und die Demokratische Republik Kongo vor.